# Prieuré de Saint-Léonard
Ne doit pas être confondu avec Prieuré Saint-Léonard.
Le prieuré Saint-Léonard de Vains est une ancienne dépendance monastique de l'abbaye Saint-Étienne de Caen,  située sur la commune de Vains, dans le département de la Manche, en région Normandie.

## Localisation
Le prieuré Saint-Léonard est situé dans la baie du Mont-Saint-Michel, à équidistance d'Avranches et du mont Saint-Michel, dans le département de la Manche. Il est à l'origine du bourg de Saint-Léonard[réf. nécessaire], à l'ouest du territoire de la commune de Vains.

## Historique
Les origines du prieuré Saint-Léonard remontent au VIe siècle, époque où le jeune Leodowald « le lion de la forêt », appartenant à une riche famille franque décide de quitter le paganisme pour embrasser la religion chrétienne. Il est baptisé Léonard et devient le premier évêque d'Avranches issu du peuple franc. Il terminera probablement sa vie comme ermite en Limousin, son nom étant à l'origine Léonard de Noblat, saint patron des prisonniers.
C'est une donation de terres relevant du domaine ducal en faveur de l'abbaye bénédictine Saint-Étienne de Caen en 1087, par Guillaume le Conquérant, roi d'Angleterre et duc de Normandie, qui semble être à l'origine de la création du prieuré. Cet acte fut confirmé quelques années plus tard par le duc Robert Courteheuse. Au XIe siècle, les religieux y établissent un prieuré en granite et schiste, composé d'un manoir et d'une chapelle.
En 1454, Charles VII, roi de France, demande à l'abbé de Saint-Étienne de Caen de lui faire l'aveu général des possessions de son abbaye. Dans ce document, l'abbé déclare que les terres du prieuré de Saint-Léonard sont détenues « franchement et noblement […] avec franchises, libertés, tant en varec, pêcheries, grèves, salines, cheminages, choses gaives avec une foire par an, qu’autres choses, ainsi que nous et nos prédécesseurs en avons usé ». Il y rappelle également la vassalité du seigneur de Matignon pour la seigneurie de Vains ainsi ce que ce seigneur lui doit.
Lors de la commende en 1603, stipulant que les abbés monastiques sont nommés par le roi, le prieuré est victime de cette nouvelle gouvernance et le prieur est rappelé à Caen. Un fermier, frère convers, s'occupe de l'entretien des lieux et de valoriser le domaine. Une partie des bâtiments est négligée. De la cour carrée, beaucoup de bâtiments ont disparu.
En 1652, conséquence d'un procès contre le monastère de Saint-Étienne de Caen, le prieur devient indépendant et réside à Paris.
De 1673 à la Révolution française, les fermiers eurent en gestion le prieuré.
Pendant la Révolution, le prieuré est vendu comme bien national à un particulier qui le transforme en ferme. L'église est transformée au XIXe siècle en maison d'habitation.
À partir des années 1980, les propriétaires entreprennent de considérables travaux de restauration de cet ensemble à l'état de ruines. La chapelle est intégralement restaurée et la grange redevient un logis.   

## Description
De l'ancien prieuré, il ne subsiste plus que l'église qui avait été transformée après la Révolution en maison d'habitation. Le prieuré était délimité par une enceinte. Lors de sa transformation en ferme, on y ajoute des fenêtres rectangulaires, une cheminée, ainsi qu'un escalier extérieur en pierre pour monter au clocher ; aménagements qui ont été depuis démolis.
Le clocher roman carré au toit en bâtière, avec une corniche à modillons et percé à l'étage supérieur sur ses quatre faces par une ou deux baies.

## Protection
Au titre des monuments historiques :
- l'église est classée par arrêté du 6 janvier 1970 ;
- le mur d'enceinte et l'enclos délimité par cette enceinte sont inscrits par arrêté du 8 janvier 1970.